# PC Игры
«РС ИГРЫ» — ежемесячный русскоязычный журнал, посвящённый компьютерным играм, выходивший с 2003 по 2012 годы. Выпускался издательством «Gameland». По состоянию на февраль 2011 года тираж издания составлял 85 тыс. экземпляров, количество страниц — 176. Журнал был ориентирован на освещение исключительно ПК-индустрии и использовал слоган «Правильный журнал о компьютерных играх». В комплектацию журнала входило два двухслойных DVD (в самом начале — 3 CD, до января 2006 года — один, до декабря 2009 года — два), Первый диск содержал материалы к выпуску, второй — видеожурнал Level UP.

## История
Как сообщает журнал «Коммерсантъ: Секрет фирмы», решение о запуске «PC Игр» компания Gameland приняла после того, как не смогла купить другой популярный журнал, «Игромания», у издательства «Техномир». Получив отказ, Gameland создала свой журнал в аналогичном формате. Журнал намеренно делали толстым (240 страниц), при этом его розничная цена была намеренно занижена для борьбы с конкурентами.
Первый номер «PC Игр» (№ 1’2004) появился на свет в декабре 2003 года. Некоторые рубрики из первых номеров были впоследствии закрыты («Улыбнись», «Путеводитель»), другие, наоборот, появились («Ретро», «Bestshot»), третьи просто поменяли название («Витрина» стала «Дайджестом», а «Отсебятина» превратилась в «Авторские колонки»). Стилистически журнал наследовал игровому разделу из журнала «Хакер»: легкомысленный, позитивный и с обращением с читателю на «ты». Многие отмечали, что журнал ориентирован на молодёжь, школьников.
С приходом в январе 2008 года новой команды в лице Александра Трифонова (бывший заместитель главного редактора «Страны Игр» и редактор игрового раздела «Мира фантастики») и Александра Каныгина (бывший редактор журнала «Game.EXE») к работе в журнале удалось привлечь известных в мире игровой журналистики авторов, таких как Олег Михайлович Хажинский, Николай Третьяков, Сергей Думаков, Ашот Ахвердян, Александр Барышников. Все они в своё время успели поработать в крупном издании компьютерно-игровой тематики, в настоящее время закрытом — «Game.EXE».
Январский номер за 2012 год стал последним в истории журнала. Об этом 9 декабря 2011 года редакционный директор Константин Говорун (Wren) сообщил на форуме. Выпуск был прекращен в связи с финансовой ситуацией.

## Рубрикация
- «Тема номера» — тщательный разбор самой ожидаемой игры месяца, получившей обложку; всегда написан на основе знакомства с рабочей версией
- «Новости» — новости индустрии.
- «Галерея» — анализ новых скриншотов ожидаемых игр.
- «Игровая карта мира» — рассказ об отдельной игровой студии, её расположении и особенностях страны, в которой она находится.
- «Превью» — обзор самых ожидаемых игровых проектов.
- «Впечатления» — тестирование бета-версий или пресс-версий ожидаемых игровых проектов.
- «Рецензии» — обзор уже выпущенных игр.
- «Зал славы» — гид покупателя, составленный на основе журнальных рецензий.
- «Независимые игры» — проекты от независимых игровых разработчиков.
- «Российские локализации» — обзор локализованных для России иностранных игр, а также новых игр, выпущенных российскими компаниями.
- «Спец» — аналитические материалы на околоигровую тему: истории известных проектов, анализ проблем индустрии, репортажи с важнейших мероприятий.
- «Бесплатные игры» — новости об онлайн-играх, распространяющихся по модели free 2 play — в том числе, и социальных играх.
- «Железо» — информация об аппаратном обеспечении, предназначенная для геймеров.
- «Школа разработчика» — материалы об игровой индустрии в целом и о том, как в неё попасть.
- «Ретро» — рубрика, посвящённая классическим игропроектам, которые выдержали проверку временем.
- «Обратная связь» — читательская почта, розыгрыш призов.
- «Содержание DVD» — список материалов, находящихся на DVD-приложениях к журналу.
- «Чувство опасности» — уникальная рубрика, посвященная страшным играм.
- «Авторские колонки» — персональные колонки авторов, мнение которых может не совпадать с мнением редакции.
- «Анонс следующего номера» — краткая аннотация основных материалов, которые будут опубликованы в следующем номере журнала.

## Редакционный состав
В должности главного редактора журнала «PC ИГРЫ» побывали:
- Андрей «Anry Seagull» Дронин: № 1 — 4’2004
- Дмитрий «Gerokunst» Голубничий: № 5 — 7’2004 (и. о.); № 8’2004-2’2006
- Олег Полянский: № 3, 4’2006 (и. о.)
- Алексей «Chikitos» Ларичкин: № 5 — 7’2006 (и. о.); № 8’2006 — 7’2007
- Михаил Бузенков: № 8 — 12’2007 (и. о.)
- Александр Трифонов: № 1 — 8’2008
- Александр «Ka» Каныгин — с № 9’2008 — 11’2009
- Александр Трифонов
- Кирилл Перевозчиков

По состоянию на декабрь 2010 года состав редакции журнала «PC ИГРЫ» следующий:
- Игорь Сонин — главный редактор
- Кирилл Перевозчиков — старший редактор, рубрики и спецматериалы
- Анатолий Сонин — старший редактор, превью и рецензии
- Иван Гусев — редактор новостей
- Игорь Федюкин — редактор раздела «Железа», руководитель тестовой лаборатории
- Петр Сальников — ведущий рубрики «Ретро»
- Анна Старостина — арт-директор
- Екатерина Селивёрстова — дизайнер-верстальщик
- Анна Дубина — верстальщик
- Юлия Соболева — литературный редактор/корректор